# Leo Stein
 (mai 2012).
Si vous disposez d'ouvrages ou d'articles de référence ou si vous connaissez des sites web de qualité traitant du thème abordé ici, merci de compléter l'article en donnant les références utiles à sa vérifiabilité et en les liant à la section « Notes et références ».
Pour les articles homonymes, voir Leo Stein (homonymie) et Stein.
Leo Stein est un collectionneur et critique d'art américain né le 11 mai 1872 à Allegheny (Pennsylvanie) et mort le 29 juillet 1947  à Florence (Italie).

## Biographie

### Les débuts et la formation du goût artistique
Frère aîné de la poétesse Gertrude Stein (1874-1946), Leo Stein naît le 11 mai 1872 à Allegheny, près de Pittsburgh, dans une famille qui privilégie la culture. Adolescent, il s'intéresse aux questions d'ordre esthétique et l'art devient sa passion. Celle-ci l'amène à étudier l'histoire de l'art dans les plus grandes universités américaines (Harvard, Stanford). C'est dans ces universités où il excelle que Stein va forger ses goûts artistiques.
Leo Stein s'y intéresse à toutes les formes d'art de toutes époques mais à la fin de ses études, il s'oriente plus vers la peinture moderne et c'est pour cette raison qu'il va s'expatrier en Europe où il voit plus de liberté artistique. Il se fixe finalement à Paris, capitale de la peinture moderne en ce début de XXe siècle. Durant ses voyages en Europe, Stein rencontre de nombreux critiques et historiens de l'art (discipline naissante à l'époque), c'est aussi grâce à l'influence de ces personnes qu'il considérait comme ses aînés que sont nés les goûts artistiques de Stein.

### Quatre grandes figures tutélaires
Dès son arrivée à Paris en 1902, Leo Stein apprécie particulièrement la peinture impressionniste et néo-impressionniste française. Ce goût est en lien avec les réflexions qu'il a sur l'esthétique depuis son adolescence. Pour lui une des choses fondamentales qui fait une bonne peinture est la manière dont est utilisée la couleur et il prise particulièrement la technique très novatrice des impressionnistes de faire beaucoup de petites touches de couleur pour restituer un grand tout. Il aime aussi la manière dont les impressionnistes peignent la lumière qu'il considère comme unique. Parmi les peintres impressionnistes il en distingue quatre, tous français et de la génération de 1870, auxquels il fera plusieurs fois référence dans ses écrits : Paul Cézanne, Auguste Renoir, Édouard Manet et Edgar Degas.
Pour lui, Renoir est de loin le meilleur coloriste de sa génération et seuls peu de peintres ont réussi à utiliser les couleurs aussi bien que lui (talent qu'il affectionne particulièrement, Renoir est un de ses peintres favoris).
Il reconnaît Manet comme le meilleur peintre des quatre, pour Stein ses peintures ne sont pas très abouties mais Manet a le don de rendre tout ce qu'il peint très beau. Il n'apprécie pas seulement la période impressionniste de Manet mais toute son œuvre.
Ensuite Degas est, d'après lui, le plus « intellectuel », ses peintures sont toutes très recherchées avec un grand sens de la composition et de la ligne.
Concernant Cézanne, son jugement est plus difficile à saisir, il trouve ses peintures très « intenses » car la masse y est selon lui représentée d'une façon unique. Stein consacrera une de ses critiques d'art à Cézanne en 1924.
Les appréciations de Stein sur ces peintres montrent une grande capacité d'analyse. Le regroupement de ces quatre peintres par Stein est complètement subjectif car comme il le dit lui-même « ils ne constituent en aucune façon une école (…) du point de vue de l'aspect général rien ne les rapproche ». Ils sont simplement les quatre peintres de son époque qu'il considère comme les plus talentueux. Il va donc les soutenir activement non seulement en achetant leurs tableaux mais aussi en forgeant leur réputation. Dans les années 1900 les œuvres de ces quatre peintres constituent la base de la collection de Leo et Gertrude Stein car à cette époque leurs choix artistiques sont dirigés par Leo. Néanmoins les Stein achètent également des toiles d'autres peintres impressionnistes comme Pierre Bonnard, Pierre Puvis de Chavannes ou Henri de Toulouse-Lautrec.

### Matisse et Picasso: deux découvertes majeures
L'année 1905 marque la nouvelle orientation artistique de la collection Leo et Gertrude Stein. C'est durant cette année que les Stein découvrent tour-à-tour Pablo Picasso puis Henri Matisse.
Leo découvre Picasso lors d'une exposition de jeunes peintres en 1905, il n'a auparavant jamais entendu parler de ce peintre espagnol ni jamais vu l'une de ses toiles car étonnamment celui-ci refuse d'exposer dans des salons. Peu de temps après, Stein écrit à propos de Picasso : « un génie d'une grande envergure et l'un des dessinateurs les plus remarquables de notre temps ». Il confirme ce soutien à Picasso en achetant deux de ses toiles quelques jours plus tard.
Gertrude désapprouve ces achats et elle va jusqu'à dire qu'elle déteste une des deux toiles, choix étonnant de sa part car plus tard elle soutiendra Picasso face à Stein . Ce ne sont pas les Stein qui sont allés vers Picasso mais réellement Picasso qui a souhaité se rapprocher de la famille car il est désargenté et voit dans leur mécénat une possibilité très intéressante. Rapidement le peintre, Leo et Gertrude vont faire connaissance et peu après Picasso va réaliser deux portraits de la famille Stein, un de Leo et un d'Allan (le fils de Sarah et Michael). Cela montre à quel point les Stein et Picasso sont proches à cette époque. De plus Picasso trouve Leo Stein passionnant et apprécie beaucoup les conversations qu'ils ont sur l'art. De 1905 à 1910 Leo et Gertrude achètent de très nombreuses toiles de Picasso de sa période bleue mais aussi de sa période pré-cubiste. Mais en 1912 Leo fait un célèbre volte-face à propos du travail du peintre espagnol, il ne peut apprécier la nouvelle orientation artistique de Picasso qui correspond au début de sa période cubiste. Il qualifie ce nouveau style de « profonde abomination ». Il paraît étonnant que Stein , qui avait toujours été un ardent défenseur du modernisme, puisse se désintéresser à ce point d'un courant artistique novateur et devenir un simple adepte de l'ancienne école. Par l'abandon d'un peintre qu'il soutenait, il entre cependant en conflit avec lui-même, ce qui va poursuivre longtemps cet homme tourmenté.
C'est également en 1905, à l'occasion du salon d'automne que Leo et Gertrude découvrent Matisse à travers son tableau Femme au chapeau. À l'entrée de la salle consacrée au fauvisme, dans laquelle était exposée cette toile, un plaisantin avait accroché une pancarte « salle des aliénés dangereux ». Cette anecdote montre à quel point les Stein (comme tous les autres soutiens de la peinture moderne) étaient en avance sur leur temps pour comprendre que ces courants artistiques novateurs ne tenaient pas de la folie mais du génie. Quelques semaines plus tard les Stein achètent d'ailleurs cette toile très controversée. Cependant ils ne sont pas encore tout à fait convaincus par la peinture de Matisse car ils trouvent (peut-être légèrement influencés par l'opinion générale) que ses toiles gardent un côté « barbouillage », comme ils le disent eux-mêmes.
Leo Stein achètera ultérieurement d'autres toiles de Matisse exposées au salon d'Automne : un « nu bleu » mais aussi plusieurs paysages peints à Collioure.

### L'intuition moderniste: Matisse
En 1906, Stein confirme son soutien à celui qu'il considère alors comme « le plus important et fondamentalement le plus vital des jeunes peintres » en achetant le « bonheur de vivre », toile emblématique du fauvisme par ses aplats de couleurs vives et se démarquant des anciennes toiles de Matisse toujours un peu dans l'esthétique néo-impressionniste. C'est Henri Manguin peintre et amis des Stein qui les présente mutuellement en 1906, c'est le début d'une amitié profonde. Matisse fréquente avec assiduité les salons du samedi soir chez les Stein.
Cependant en 1908 Stein met un terme au mécénat intensif des trois années précédentes. Il déclare plus tard à propos de cette séparation « j'étais toujours intéressé de voir ce qu'il (Matisse) faisait parce qu'il continuait toujours à évoluer, et généralement dans le bon sens, mais cela me suffisait de voir ses tableaux à des expositions ». Après la guerre, Stein aurait aimé pouvoir à nouveau acheter certains Matisse mais durant cette période l'argent lui manque et il ne peut satisfaire ce désir.

## La peinture, une pratique seconde mais indispensable
Le goût de Leo Stein pour l'art le pousse à essayer de peindre. À son arrivée à Paris il décide de prendre des cours à l'académie Julian, il y rencontre de nombreux artistes qui vont devenir des amis proches. Il se dit qu'après tout sa famille est plutôt prédisposée pour l'art, son oncle étant sculpteur et son cousin jeune peintre. C'est d'ailleurs son cousin qui lui recommande l'appartement du 27 rue de Fleurus qui comporte un atelier. Durant les premières années rue de Fleurus Stein va peindre quelques toiles dans le style des derniers Renoir. Il n'avait aucun talent inné mais son excellente capacité d'analyse et les cours techniques de l'académie Julian lui permettent de peindre des toiles qu'il considère comme acceptables (il faut dire que Stein a toujours eu un regard très critique sur lui-même). Vers la fin de sa vie il ressent une nouvelle fois le besoin de peindre, ses toiles sont sensiblement différentes de celles qu'il peignait pendant ses premières années à Paris. Il peint des paysages dans un style moins impressionniste. La peinture n'apporte pas un grand succès à Stein et c'est bien sur pour sa collection qu'il est resté plus connu, cependant peindre lui a apporté une grande satisfaction personnelle et intellectuelle et lui a permis, à la fin de sa vie, de surmonter ses angoisses chroniques.
Enfin peindre n'était pas la seule activité créative de Leo Stein et il s'est davantage consacré à l'écriture après la guerre.

## Le critique d'art
Depuis son adolescence Stein rêve d'écrire. Ses amis qui l'entendent théoriser sur l'art le lui répètent souvent : il est dommage qu'il ne couche pas sur papier tout ce qu'il a dans la tête à propos de la peinture. Après son départ pour les États-Unis en 1914, la psychanalyse devient la nouvelle passion de Leo Stein. Il étudie Freud et Jung qu'il admire. Il faut dire qu'à New York, où Stein vit désormais, toute l'élite culturelle parle psychanalyse. En 1915 Leo envisage de devenir psychanalyste mais son ouïe défaillante l'en empêche. Comme il le dit lui-même il ne lui reste donc plus que la littérature. Ce choix, bien que fait par dépit, est vivement encouragé par tous ses amis. Ainsi Stein décide d'écrire des critiques sur l'art moderne dans le journal américain The New Republic.

### Les articles duNew Republic
Le premier article de Leo Stein  paraît le 22 janvier 1916 : le sujet en est Paul Cézanne, un des peintres préférés de Stein. Dans cet article il expose son jugement sur les peintures de Cézanne mais surtout il donne les bases de sa théorie de l'art dans les deux premiers paragraphes. Il utilise des éléments de psychanalyse et notamment la notion de sublimation développée par Freud. Les critiques n'apprécient pas cette interprétation personnelle des idées de Freud mais l'analyse de Cézanne par Steinest bien accueillie par les lecteurs. Steinen ressort dynamisé et il continue à écrire des articles pour The New Republic jusqu'en 1919, au rythme d'environ trois par an. Cependant il parle moins de psychanalyse et tente seulement d'analyser et de comparer les peintres sur lesquels il écrit. Stein est à partir de ce moment considéré comme un éminent et très influent critique d'art. Son jugement est important bien que très controversé notamment au sujet de sa prise de position implacable sur le cubisme. Les amis de Stein lui reprochent en 1920 sa trop grande subjectivité dans ses articles, pour eux il délaisse l'analyse visuelle de l'objet. Il n'en tient aucunement compte et cette subjectivité ne va qu'augmentant durant les années 1920.
Il écrit en 1922 et 1924 deux essais de psychologie, ceux-ci ne connaissent qu'un maigre succès. Il se relance alors dans la critique d'art et écrit en 1924 un article qui restera très célèbre sur Pablo Picasso dans lequel il donne son jugement sur le mouvement cubiste en général qu'il s'acharne à détruire par son mépris. Souvent ses articles s'accompagnent de quelques conférences dans des universités américaines. Il rêve depuis longtemps d'exposer sa théorie de l'art dans son intégralité au moyen d'un livre, il va y parvenir en 1927.

### The ABC of Aesthetics, l'œuvre majeure de Leo Stein
Cette volonté de vouloir rassembler toutes ses idées sur l'art en une œuvre qui doit devenir son opus magnum se transforme presque en obsession chez l'homme tourmenté qu'est Leo Stein. Parlant inlassablement de ce projet à ses amis, il a peur de les décevoir, de ne pas être à la hauteur. Il va travailler à ce livre pendant toute la durée des années folles car il a beaucoup de mal à exprimer clairement le tourbillon de ses idées à propos de l'art. À la publication du livre celui-ci est très mal accueilli par la critique, on lui reproche son manque de clarté et sa volonté d'imposer son jugement sur l'art. Stein intègre beaucoup d'éléments de psychanalyse dans ce livre, il ne s'intéresse plus du tout à l'analyse visuelle de l'art mais seulement aux émotions qu'il provoque. Le public non plus n'adhère pas vraiment à la philosophie de Stein qu'il trouve trop confuse et complexe à saisir. Cependant ce livre se révélera en avance sur son temps et cette analyse de l'art par Leo Stein est restée comme un classique de l'histoire de l'art.

## Des relations complexes avec sa sœur, Gertrude Stein
Dans leur enfance Leo et Gertrude Stein ont beaucoup voyagé, ces voyages ont forgé leur relation en décourageant les amitiés extérieures. Ils grandissent ensemble et, à la mort de leurs parents, leur frère aîné Michael les prend en charge. C'est à la suite d'un voyage à Paris que Leo et Gertrude vont s'établir ensemble dans la capitale française.

### Les années de cohabitation
Leo et Gertrude Stein décident d'habiter au 27 rue de Fleurus en 1902, cet appartement est idéalement situé entre Saint-Germain-des-Prés et le quartier du Montparnasse, les deux centres de la vie culturelle parisienne de la rive gauche. C'est de ces années de cohabitation qu'est née une des collections les plus riches et représentative des débuts de l'art moderne. On constate cependant que la figure dominante en matière d'art à ce moment-là est Leo car, lorsque Gertrude arrive à Paris avec son frère, elle ne connaît pas grand-chose à l'art. À cette époque Gertrude ne semble pas encore complètement épanouie par rapport à son frère qui lui fait probablement un peu d'ombre.
Mais l'entente de Leo et Gertrude reste très bonne et ensemble ils ont l'idée de créer un salon d'art chez eux en 1906. Cette idée vient du désir de pouvoir montrer leur collection car, selon eux, une collection est faite pour être exposée. C'est donc dans une optique de partage qu'ils ouvrent leur appartement tous les samedis soir. En réalité l'appartement des Stein est déjà très fréquenté par l'élite culturelle et artistique avant l'ouverture du salon, chacun pouvant venir admirer les tableaux et écouter le commentaire perspicace de Stein sur la collection. Comme ils le disaient eux-mêmes, leur maison était ouverte.
Durant les premières années du salon des Stein, Leo occupe le premier rôle tandis que Gertrude reste au second plan. Les gens viennent au salon pour écouter Leo parler de ce que certains considèrent à l'époque comme sa collection. C'est un passionné et son érudition attire beaucoup d'intellectuels le samedi soir. Le salon est aussi un lieu de rencontre, on y entre très facilement, il suffit de connaître quelqu'un qui connaît quelqu'un... Ainsi on y trouve aussi bien des peintres que des marchands et critiques d'art ou encore beaucoup d'Américains de passage intrigués par ce lieu qui commence à devenir un passage obligé des amateurs d'art à Paris. Ce salon œuvre réellement pour les jeunes peintres qui peuvent y rencontrer des marchands d'art, des collectionneurs, autant de soutiens pour leur carrière. Cependant dès 1910 les rôles tendent à s'inverser chez les Stein et Leo voit d'un mauvais œil la place grandissante qu'occupe Gertrude dans le salon.

### La rupture (1914)
Plusieurs facteurs ont conduit à la séparation de Leo et Gertrude en 1914. D'abord leurs orientations artistiques différentes, Stein en dira plus tard « intellectuellement tout nous séparait » : Gertrude est pour l'expansion du cubisme et adore les nouvelles toiles cubistes de Picasso alors que Leo qualifie ce style de « profonde abomination ». De plus Leo n'apprécie pas les écrits de Gertrude : pour lui ils représentent l'équivalent en prose des jeux stupides de Picasso sur la structure picturale.
Ensuite Stein se désintéressant peu à peu des nouvelles acquisitions de la collection, Gertrude prend une nouvelle place dans les salons du samedi soir, c'est maintenant elle la figure dominante des réceptions. Stein est irrité par le nouveau statut de sa sœur, il apprécie qu'elle puisse s'épanouir dans leur salon mais il ne peut supporter l'éloge qu'elle fait du cubisme dans ses commentaires sur la collection. Enfin l'arrivée d'Alice B. Toklas, la compagne de Gertrude, ne fait qu'accélérer les choses. Stein part donc du 27 rue de Fleurus au printemps 1914. Cette séparation entraîne le partage de la collection. Celle-ci se fait dans une bonne entente, Leo est ravi que Gertrude le débarrasse des derniers Picasso acquis tout comme elle est ravie que Leo emporte presque tous les Renoir et les Cézanne.
Globalement Gertrude garde une collection rassemblant plusieurs tableaux cubistes et fauves ainsi que quelques toiles néo-impressionnistes et Leo ne prend presque que des toiles impressionnistes, ainsi que quelques toiles fauves. Tous les amis de la famille trouvent cette séparation extrêmement regrettable, surtout à cause de l'éparpillement de la collection. Durant le reste de leurs vies, Leo et Gertrude Stein ne cohabitèrent plus jamais. Ils ne se parlèrent même plus vraiment, excepté quelques lettres. La parution du livre The Autobiography of Alice B. Tolklas par Gertrude, dans lequel elle exagère son propre rôle de mécène avant la guerre, ne fera qu'accentuer leur mauvaise entente. Leo finira sa vie entre New York, Paris et l'Italie tandis que Gertrude se fera une place comme figure éminente de l'élite artistique parisienne[réf. à confirmer].

## Vie privée
Si Leo Stein a passé un certain nombre d'années à cohabiter à Paris avec sa sœur, il a rompu avec elle en raison de la liaison qu'il a entamée vers 1914 avec une femme qu'il décrira plus tard comme « une espèce de vampire désaxée ». Stein est retourné par la suite aux États-Unis pour travailler comme journaliste. Finalement, il se fixera en Italie, près de Florence, avec l'amour de sa vie, Nina Auzias qu'il épousera en 1921.
Stein meurt d'un cancer le 29 juillet 1947 1947 à Florence, à l'âge de 75 ans. Sa compagne, inconsolable, se suicide deux ans plus tard.